# Divinil clorofillide a 8-vinil-reduttasi
La divinil clorofillide a 8-vinil-reduttasi è un enzima appartenente alla classe delle ossidoreduttasi, che catalizza la seguente reazione:
clorofillide a + NADP+ ⇄ divinile clorofillide a + NADPH + H+
L'enzima riduce anche il divinile protoclorofillide a protoclorofillide in diverse specie, fornendo una via alternativa.